# Florida-Portatge
Florida-Portatge (també conegut com a Florida Alta) és un barri d'Alacant que rep el nom de l'antic portatge que es trobava al lloc. Limita amb la Ciutat d'Assís, la Florida, el barri de la Princesa Mercé i la via del tren que el separa del Polígon de Sant Blai. Està a 30 metres d'altura, té 5.776 habitants i el seu codi postal és el 03006.
És un barri obrer, edificat bàsicament a partir de 1960 i que ha acollit a molta gent de fora però que s'han integrat ràpidament en la societat alacantina. Els carrers són estrets i rectes, estan retolats amb noms d'estreles i s'organitzen entorn de la plaça Florida-Portatge. Les construccions originàries eren plantes baixes que en moltes ocasions han sigut substituïdes per edificacions estretes de més altura.
L'avinguda d'Oriola i la Gran Via (Pont Roig) són les avingudes que l'envolten i el comuniquen amb la resta de la ciutat. Compta amb una església i una escola pública, a més de nombrosos comerços de tota classe.
La foguera de Florida-Portatge va ser fundada a 1966 i ha tingut molts d'èxits, ja que és la que més vegades ha guanyat en la primera categoria, encara ha guanyat en 3 ocasions a l'Especial, al 2008, 2009 i 2010. Destaca per les seues Belleses, ha aconseguit 10 Dames d'Honor i 3 Bellees del Foc l'última d'elles la polèmica Maria Rueda a 2001.
Vegeu: Llista de barris d'Alacant